# Winduraja
Winduraja is een bestuurslaag in het regentschap Ciamis van de provincie West-Java, Indonesië. Winduraja telt 5167 inwoners (volkstelling 2010).